# سیارک ۲۰۰۱۹
سیارک ۲۰۰۱۹ (به انگلیسی: 20019 Yukiotanaka، نامگذاری: 1991VN) بیست هزار و نوزدهمین سیارک کشف شده است که در ۲ نوامبر ۱۹۹۱ کشف شد.